# 西北实业公司
西北实业公司是1932年至1949年山西省公营企业的公司。

## 历史
在閻錫山主政山西省期間，開辦了一系列重工業相關工廠，作為擴張晉系軍閥的國防工業後盾。但是閻錫山的統治因1930年的中原大戰兵敗而頓挫，閻錫山被迫離開山西，張學良將統治力伸入山西省內，並迫使相關工廠裁併。直到1931年九一八事變爆發後，因張學良失去了他的政軍影響力，閻錫山向蔣中正提出「盡棄前嫌，團結御侮」，再度返回山西省主政。
在提倡「造產救國、建設西北」的政策包裹下，閻錫山在1932年1月成立西北实业公司筹建处，设在太原城内北肖墙。1932年8月1日，西北实业公司正式创办，資本額500萬國幣。阎锡山兼任公司总经理。下设特产组、矿产组、化工组、纺织组和总务组。由於以往的山西重工業工廠過於取向為軍事服務，閻錫山在重組西北實業時，刻意塑造投入民生產業的形象，降低其軍事色彩，避免遭到南京政府猜忌。但西北實業所屬工廠的營運實務上仍然仰賴軍工產品製造營利，民生用品產值並不出色。
西北實業公司開設时整併了原本在山西省的八座軍事工業相關工廠，後來增設輕工業、礦業等周邊產業，发展到二十六个厂。其中太原市二十三个厂。
1944年8月11日，美军20架轰炸机飞抵大原上空，对日军太原机场、兵营、兵工厂等军事目标实施轰炸，太原兵工厂被毁停工。1945年2月21日，美军20架轰炸机飞临太原上空，轰炸太原铁路线、兵工厂等交通军事目标，炸毁敌广播台一座。火药一厂、二厂被彻底炸毁。1945年2月28日，八路军晋绥八分区四十五支队主力，在地方武装的积极配合下，攻克距太原城不足30华里的西山白家庄煤矿（原属西北实业公司），炸毁敌碉堡、警察所、煤矿公司，全歼守敌，使日伪太原炼钢厂、兵工厂等军工单位丧失燃料，生产陷入瘫痪。
1947年4月上旬，曾因美貨傾銷、原料缺乏、成品滯銷而經營困難，抵押給中國銀行並貸款7,000億元法幣。
1949年4月24日太原战役结束后，中国人民解放军太原市军事管制委员会的工业接管组负责接管西北实业公司。当时公司下设厂矿30余家。共计接管65家单位。由于太原战役历时半载，除了兵工相关工厂，广大工人早已停发工资，靠吃树皮草根忍饥挨饿。接管组长赖际发，副组长陆达，都是在太行解放区十二年来从事兵工管理的领导干部。还有康永和、石尚农、周化民、焦国鼐、马真、李成斋等。进城接管的第一件重要大事是准备大量粮食急赈救济工人。贯彻“原职原薪”原则，职员工资以1945年冬或1946年春的薪金为底码折合为实物标准；工人工资以1947年为标准。制订了“职（员）工（人）团结”的工作方针，化解矛盾。太原解放时，由于护厂得力，攻城部队注意避开工业目标，除化学厂的铝室与纺织厂清纱机被炮击毁外，其他各厂设备基本完好。1949年8月1日，40余厂矿合并组建了西北钢铁厂、太原工业化学厂、太原面粉厂、太原印刷公司、晋华纺织厂、烟草公司等15家公司、厂矿；太原市军管会工业接管组更名为太原市公营轻重工业管理处（工管处）。
1. 机械兵工小组：接管各机器厂、兵工厂。包括西北修造厂、西北机车厂、育才炼钢机器厂、西北农工器具厂、西北水压机厂、西北机械厂等。
2. 化学小组：接管西北化学厂、西北电化厂、西北氧气厂、西北窑厂等。
3. 电业小组：接管各发电厂、变电所、电业经营。
4. 矿业小组：接管各煤矿铁矿。
5. 钢铁小组：接管西北炼钢厂。
6. 纺织小组：接管西北纺织厂、西北毛织厂、西北织造厂等。
7. 器材小组：接管西北木材厂、西北实业公司所属门市部与仓库等。
8. 本部小组：接管西北实业公司本部。军代表徐驰（华北人民政府企业部工程处处长）、朱辉、于寿康等
9. 其他小组：接管西北洋灰厂、西北火柴厂、西北烟草厂、西北皮革厂、西北造纸厂、西北印刷厂、太原面粉一、二厂。